# Xã Blanchard, Quận Traill, Bắc Dakota
Xã Blanchard (tiếng Anh: Blanchard Township) là một xã thuộc quận Traill, tiểu bang Bắc Dakota, Hoa Kỳ. Năm 2010, dân số của xã này là 87 người.